# ستيف فرنسيس
ستيف فرنسيس (بالإنجليزية: Steve Francis)‏ (29 مايو 1964 في المملكة المتحدة - ) هو لاعب كرة قدم بريطاني في مركز حراسة المرمى. لعب مع تشيلسي ونادي ريدنغ ونادي نورثامبتون تاون وهدرسفيلد تاون.

## وصلات خارجية
- ستيف فرنسيس على موقع قاعدة بيانات كرة القدم.إي يو (الإنجليزية)
- ستيف فرنسيس على موقع Soccerbase.com (لاعب) (الإنجليزية)